# 22e corps d'armée (France)
Pour les articles homonymes, voir 22e corps d'armée.
Le 22e corps d'armée est un corps de l'armée française.
En octobre 1870, il est mis sur pied par le général Farre, ancien colonel du génie et directeur des fortifications à Lille, à partir des bataillons en formation dans les dépôts et des mobiles des départements de l'Aisne, du Nord, du Pas-de-Calais et de la Somme.

## Création et différentes dénominations
- octobre 1870 :  22e corps d'armée
- mars 1871 : dissout

## Les chefs du22ecorpsd'armée
- 22/10/1870 : Général Bourbaki
- 19/11/1870 : Général Farre
- 1/12/1870 : Général Faidherbe
- 15/12/1870 : Général Lecointe

## 1870-1871

### Composition au commencement de décembre 1870

#### 1redivision:Général Lecointe
- Brigades Derroja et Pittié
- 3 batteries

#### 2edivision:Général Paulze d'Ivoy
- Brigades du Bessol et de Gislain
- 3 batteries

#### 3edivision:Contre-amiral Moulac
- Brigades Payen et de Lagrange
- 3 batteries

#### Réserve d'artillerie
- 2 batteries de 12

### Composition au 16 décembre 1870

#### 1redivision:Général de brigade Derroja
- 1re Brigade :
  - 2e bataillon de chasseurs de marche
  - 67e régiment d'infanterie de marche
  - Mobiles du Pas-de-Calais
- 2e Brigade :
  - 7e bataillon de chasseurs de marche
  - 68e régiment d'infanterie de marche
  - Mobiles du Nord
- Artillerie :
  - Deux batteries de 4, une batterie de 8
- Génie :
  - une compagnie

#### 2edivision:Général de brigadeDufaure du Bessol
- 1re Brigade :
  - 20e bataillon de chasseurs de marche
  - 69e régiment de marche
  - Mobiles du Gard
- 2e Brigade :
  - 18e bataillon de chasseurs de marche
  - 70e régiment de marche
  - Mobiles de la Somme et Marne
- Artillerie :
  - Trois batteries de 4
- Génie :
  - une compagnie